# Barete
Barete je italská obec v provincii L'Aquila v oblasti Abruzzo.
V roce 2013 zde žilo 692 obyvatel.

## Sousední obce
Cagnano Amiterno, L'Aquila, Montereale, Pizzoli

## Vývoj počtu obyvatel
Zdroj: 